# Daniel Haase (Geistlicher)

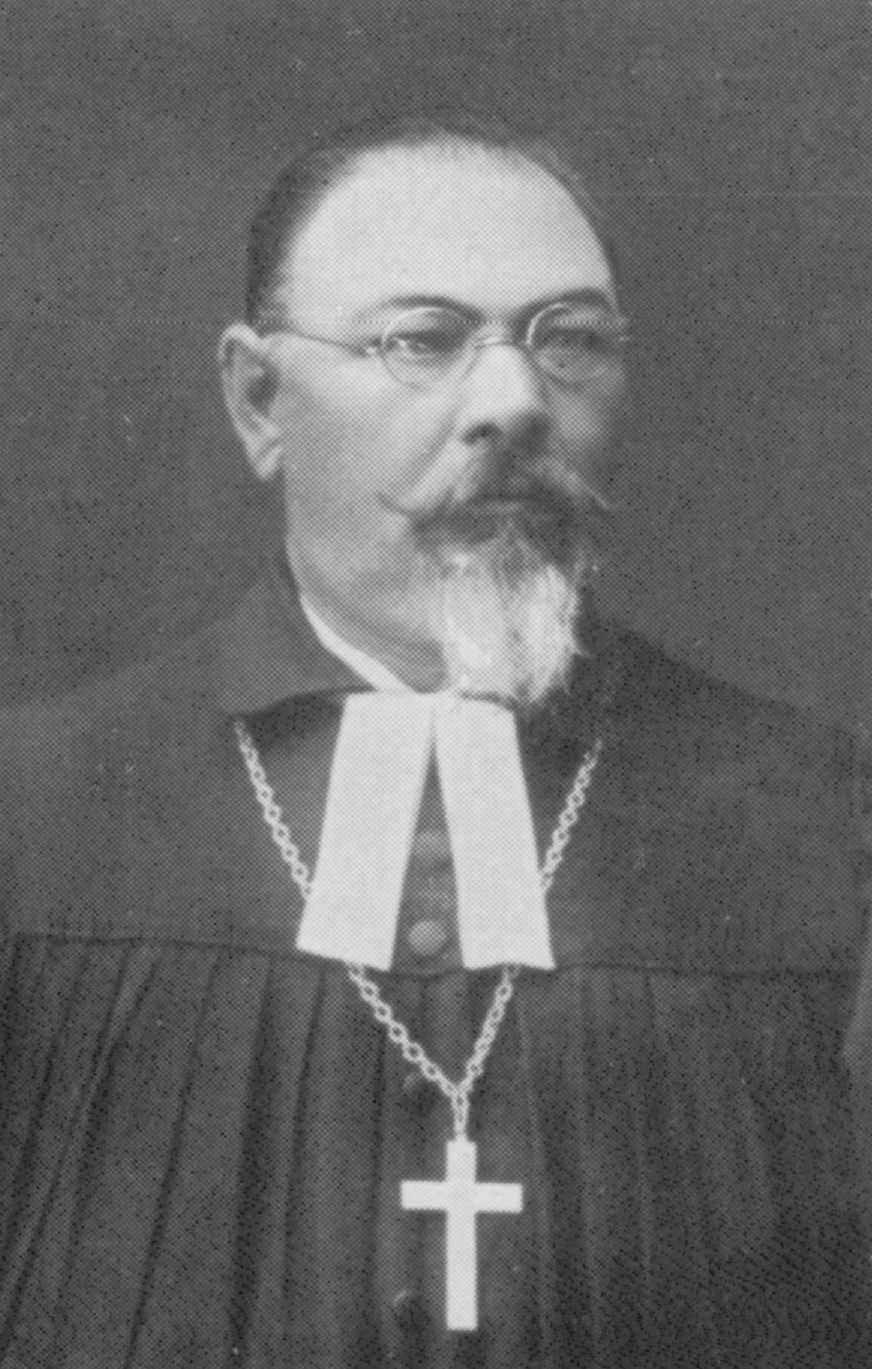
Daniel Haase, um 1930

Daniel Haase (* 11. September 1877 in Alt-Elft, Russisches Kaiserreich; † 23. Mai 1939 in Tarutino, Bessarabien) war ein bessarabiendeutscher Geistlicher. Zeitweise war er im geistlichen wie weltlichen Bereich oberster Repräsentant seiner Volksgruppe in Bessarabien. Er war als Oberpastor der oberste Seelsorger der evangelischen Kirche in Bessarabien und gehörte als Abgeordneter der Deutschen Partei in Rumänien dem rumänischen Parlament an. Als Vertreter des Klerikalismus stand er gegen die nationalsozialistisch ausgerichtete Erneuerungsbewegung. 

## Leben
Daniel Haase wurde als Sohn von Johann Georg Haase und seiner Ehefrau Rosine geb. Reich geboren. Seine Eltern waren deutschstämmige Bauern in Bessarabien, das zu dieser Zeit zum russischen Zarenreich gehörte. Er wurde im Dorf Alt-Elft geboren, in dem 1940 etwa 1.500 deutschstämmige Bewohner lebten. Das Dorf hatten deutsche Auswanderer 1816 gründet. 
Haase besuchte die Wernerschule in Sarata. 1895 ging er ins estländischen Dorpat, das zu dieser Zeit ebenfalls zu Russland gehörte. Dort studierte er nach abgelegtem Abitur an der Kaiserlichen Universität Dorpat ab 1898 Medizin und Theologie sowie später auch Geschichte. 1905 beendete er sein Studium als Theologe und kehrte nach Bessarabien zurück, wo er in Sarata als Pastorenkandidat angestellt war. 1909 heiratete er in Charlotte Lilli Tannbaum aus Riga, die Leiterin des Mädchengymnasiums in Tarutino war.

### Ämter
1908 wurde Daniel Haase als evangelischer Pastor in Tarutino ordiniert. Gleichzeitig war er von 1908 bis 1926 Religionslehrer des Deutschen Knabengymnasiums in Tarutino. Nachdem Bessarabien 1918 von Russland an Rumänien gekommen war, wurde das Kirchenwesen neu geordnet. Dadurch erhielt Haase 1920 erhielt das Amt des Oberpastors der evangelisch-lutherischen Landeskirche in Bessarabien, wodurch er zum obersten Seelsorger der Bessarabiendeutschen wurde.
Zwischen 1926 und 1934 war Haase Präsident des deutschen Volksrates in Bessarabien, ein Zusammenschluss rumänischer Staatsbürger deutscher Volkszugehörigkeit. Haase war Mitbegründer und Redaktionsmitglied der Deutschen Zeitung in Bessarabien. Dem rumänischen Parlament gehörte er für die Deutsche Partei in Rumänien zwischen 1926 und 1934 viermal an, zeitweise war er Senator. Nach einer Überschwemmung 1926 in Bessarabien und aufgrund der Weltwirtschaftskrise 1929 erlangte Haase bei einer Bank im Deutschen Reich einen Kredit von 1.5 Mill. Reichsmark. Dafür erhielt er von Reichspräsident Paul von Hindenburg den Rote-Kreuz-Orden verliehen.

### Amtsenthebung
Als Gerüchte aufkamen, dass Daniel Haase Kirchengelder veruntreut habe, kam es 1935 zu einer Finanzprüfung. Gleichzeitig beantragte er ein Disziplinarverfahren gegen sich selbst. 1936 wurde er von einem kirchlichen Gericht in Hermannstadt des Amtes enthoben. Man verurteilte ihn wegen der Verletzung von Amtspflichten, da er nicht sorgfältig genug mit den ihm anvertrauten Geldern umgegangen sei, ohne dass der Verdacht der persönlichen Bereicherung vorlag. 1938 wurde er emeritiert.
Die Ursache für die mangelhafte Amtsführung im finanziellen Bereich beruhte wohl auf Haases vielen kirchlichen und weltlichen Ämtern. Es wird vermutet, dass seine Autokratie der Hintergrund der Bestrebungen war, ihn aus dem Amt des Oberpastors zu entfernen. Haase hatte bereits Anfang der 1930er Jahre wegen seiner vielen Funktionen Gegner unter bessarabiendeutschen Intellektuellen. Sie bildeten nach der Machtergreifung Hitlers 1933 die Erneuerungsbewegung mit nationalsozialistischen Ideen. Diese Gruppe strebte in allen gesellschaftlichen Bereich die Macht an und stand konträr zum Lager der Kirchenanhänger. Nach einer Auseinandersetzung mit Anhängern dieser Gruppe trat Haase bereits 1934 vom Amt des Vorsitzenden des Volksrats für Bessarabien zurück.